# Procter & Gamble
Procter & Gamble Corporation (NYSE: PG) is een multinationaal bedrijf met zijn hoofdkantoor in Cincinnati, Ohio, dat consumentenproducten maakt en verkoopt. Het is een van de grootste leveranciers ter wereld van huishoudelijke (schoonmaakmiddelen) en verzorgingsproducten. P&G levert vooral A-merken. Met een omzet van bijna 67 miljard dollar en een winst van 9,8 miljard dollar stond P&G eind 2018 op de 53ste plaats op de Forbes lijst van ’s werelds grootste bedrijven in termen van omzet.

## Kernactiviteiten
Procter & Gamble richt zich vooral op was- en reinigingsmiddelen, baby-, vrouwen- en haarverzorgingsproducten (shampoo). Op deze gebieden heeft P&G een leidende positie in wereldwijde omzet en marktaandeel. Bij elkaar zijn deze onderdelen verantwoordelijk voor meer dan de helft van de winst van het bedrijf.
De grootste afzetmarkt is Noord-Amerika met een aandeel van 45% in de totale omzet van 2019, gevolgd door Europa met een kwart van de omzet. De rest wordt vooral in ontwikkelende landen verkocht zoals de Volksrepubliek China.

## Geschiedenis
Procter & Gamble is begonnen als samenwerking tussen kaarsenfabrikant William Procter en zeepzieder James Gamble in 1837. Al relatief snel daarna, in 1859, heeft P&G 80 werknemers en een omzet van 1 miljoen dollar, naar toenmalige maatstaven een gigantisch bedrag. De vlucht in naamsbekendheid maakt P&G pas ten tijde van de Amerikaanse Burgeroorlog: P&G draait dag en nacht door om kaarsen en zeep aan de Federale troepen te leveren, soldaten die bij thuiskomst van de oorlog bekend waren met Procter & Gambleproducten.
Hét product waarmee het bedrijf bekend werd was Ivory; een goedkope witte zeep van hoge kwaliteit ontwikkeld door de zoon van oprichter Gamble. Procter haalt vervolgens de partners over 11.000 dollar vrij te maken voor reclame, een tot dan toe ongekende campagne. In 1915 bouwt de onderneming haar eerste buitenlandse productiefaciliteit in Canada. Vijftien jaar later, in 1930 opent P&G zijn eerste filiaal overzee door het overnemen van Thomas Hedley & Sons in Groot-Brittannië. In de daaropvolgende decennia versnelt de groei van P&G met als opvallende punten de introductie in 1961 van Pampers en 1980, waarin de omzet van P&G het bedrag van 10 miljard dollar bereikt.
Naast het ontwikkelen van nieuwe producten en merken investeert P&G ook in het aankopen van nieuwe merken zoals Oil of Olay, Hugo Boss, Vicks, Max Factor en anderen. Bij zijn aankopen versterkt, of breidt P&G zijn marktaandeel uit in verschillende productsegmenten.
In 2005 nam P&G Gillette over, waarmee merken als Gillette, Duracell, Braun en Oral-B aan de merkenportefeuille werden toegevoegd. Hiermee heeft P&G Unilever van de troon gestoten als grootste onderneming op het gebied van "Fast Moving Consumer Goods". De Europese Unie en de Federal Trade Commission van de VS stelden voorwaarden aan de aankoop. Zo moet P&G enkele van zijn merken die overlappen met merken van Gillette verkopen.
Aandelen P&G zijn sinds 1895 dagelijks verhandelbaar op de effectenbeurs en maken deel uit van de Dow Jones Industrial Average-aandelenindex. Het bedrijf betaalde in 1954 voor het eerst dividend en sindsdien nam het dividend gemiddeld met 10% toe per jaar.
In 2015 viel het besluit Duracell te verkopen. In 2016 nam Berkshire Hathaway, de investeringsmaatschappij van Warren Buffett, de batterijdivisie over voor 6,4 miljard dollar in geld en aandelen. Verder verkocht P&G diverse haar- en beautymerken aan Coty voor 12,5 miljard dollar. Coty heeft al merken als Calvin Klein, Davidoff fragrances, Rimmel London en Astor in handen. Deze zijn sindsdien aangevuld met P&G merken als Wella, Clairol, Max Factor en Hugo Boss.

## Belangrijkste merken
P&G heeft 23 merken die elk een verkoop van meer dan een miljard dollar per jaar halen:
- Actonel
- Always
- Ariel - wasmiddel
- Bounty (keukenrol)
- Braun (van Gillette) - scheermachines
- Charmin
- Crest - tandpasta
- Dawn - afwasmiddel
- Downy/Lenor - wasverzachter
- Duracell - batterijen (verkocht aan Berkshire Hathaway in 2016)
- Folgers - koffie (verkocht in 2008)
- Gain - wasmiddel
- Gillette - scheermesjes en andere verzorgingsproducten
- Head & Shoulders - shampoo
- Iams - hondenvoer en kattenvoer
- Mach3 - scheermesjes
- Naturella - maandverbanden en inlegkruisjes
- Olaz - gezichtsverzorging
- Oral-B (van Gillette)
- Pampers - luiers
- Pantene - shampoo
- Pringles - aardappelchips (verkocht in 2012 aan Kellogg's)
- Tide (bekend in Brazilië als Ace)
- Wella - shampoo (verkocht aan Coty in 2016)

Andere bekende P&G-merken zijn Old Spice, Ivory, Dreft, Max Factor, Bold, Daz, Flash, Hugo Boss, Zest, Fairy, Safeguard, Lacoste, Dash en Febreze.

### Televisieproducties
- Another World
- The Edge of Night
- Search for Tomorrow
- Somerset
- Texas

- Bibliothèque nationale de France: cb12335045r (data)
- Catàleg d'autoritats de noms i títols de Catalunya: 981058514661606706
- Gemeinsame Normdatei: 274340-1
- International Standard Name Identifier: 0000 0001 1882 5543
- Library of Congress Control Number: n50078465
- Nationale Bibliotheek van Tsjechië: kn20050427008
- Nationale Bibliotheek van Israël: 987007501309205171
- Système universitaire de documentation: 03337788X
- Virtual International Authority File: 133864217